# Surveyor General's Corner

Surveyor General's Corner (groen)

Surveyor General's Corner is de naam van het punt waar de grenzen van West-Australië, Zuid-Australië en het Noordelijk Territorium samenkomen. Dit punt had op het exacte snijpunt van de meridiaan 129° oosterlengte en de parallel 26° zuiderbreedte moeten liggen, maar door fouten in de positiebepaling van de oostgrens van West-Australië ligt het in werkelijkheid niet op die plaats.

Rode lijnen: huidige grenzen
Blauwe lijn: theoretische oostgrens van West-Australië
Punt 1: Surveyor General's Corner (eindpunt van de zuidelijke grenssectie)
Punt 2: punt waar Surveyor General's Corner had moeten liggen
Punt 3: eindpunt van de noordelijke grenssectie
(Afstand tussen punten 1 en 3: 127 meter)

In 1836 werd besloten dat de landgrens van West-Australië de meridiaan 129° oosterlengte zou volgen. Dit was een puur theoretisch besluit omdat er op het terrein nooit metingen waren uitgevoerd die die meridiaan moesten lokaliseren. Pas in 1911 werd hierover een overleg opgestart tussen de federale overheid en de staatsoverheden van West- en Zuid-Australië. Nog eens elf jaar later, in 1922, werd een akkoord bereikt en startte men de metingen. Twee onafhankelijk van elkaar gekozen markeerpunten, die verondersteld werden zich op de 129ste lengtegraad te bevinden, werden aangeduid. Het ene bevond zich nabij Argyle in het noorden, het andere nabij Deakin in het zuiden. De West-Australische grens zou bepaald worden door vanuit deze twee punten op een exacte noord-zuid as naar elkaar toe te werken tot beide lijnen op hetzelfde punt de 26ste breedtegraad zouden snijden. De overeenkomst hield geen rekening met de mogelijkheid dat door fouten in de plaatsbepalingen deze twee lijnen de 26ste breedtegraad op verschillende punten zouden snijden.
Gedurende vele jaren legden landmeters delen van de West-Australische grens vast. In de jaren 60 van vorige eeuw werd ook de grens tussen Zuid-Australië en het Noordelijk Territorium opgemeten. Deze grens bevindt zich op 26° zuiderbreedte, de breedtegraad waarop de noordelijke en zuidelijke secties van de West-Australische grens moesten samenkomen. Dit was de eerste grensbepaling die uitgevoerd werd met modern elektronisch materiaal. In 1967 werd het gebied rond het snijpunt 129° oosterlengte en 26° zuiderbreedte nauwkeurig opgemeten. Men kwam echter tot de bevinding dat het noordelijk gedeelte van de West-Australische grens niet op de 129ste breedtegraad lag, maar een afwijking vertoonde van 3 seconden naar het westen. Ook het zuidelijk gedeelte vertoonde een -weliswaar kleinere- afwijking van 1 seconde naar het oosten. Een jaar later werden twee monumenten opgericht: één op het snijpunt 128°59'57" oosterlengte, 26°00'00" zuiderbreedte (waar de noordelijke sectie eindigde), een ander op het snijpunt 129°00'01" oosterlengte, 26°00'00" zuiderbreedte (het eindpunt van de zuidelijke sectie). Deze twee punten liggen ongeveer 127 meter uit elkaar. Er werd bepaald dat het punt waar de twee staten en het Noordelijk Territorium samenkwamen Surveyor General's Corner zou genoemd worden.
Het gevolg van de gemaakte fouten is dat de West-Australische oostgrens geen volledige rechte lijn is, maar 127 meter verspringt op 26° zuiderbreedte. Het betekent ook dat West-Australië bij benadering 100 km2 of 0,004% kleiner is dan oorspronkelijk bedoeld. Het Noordelijk Territorium wint ongeveer 120 km2 (0,009%) en Zuid-Australië verliest circa 20 km2 (0,002%).